# Maršovice (district de Jablonec nad Nisou)
Pour les articles homonymes, voir Maršovice.
Maršovice (en allemand : Marschowitz) est une commune du district de Jablonec nad Nisou, dans la région de Liberec, en République tchèque. Sa population s'élevait à 620 habitants habitants en 2021.

## Géographie
Maršovice se trouve à 4 km au sud-est du centre de Jablonec nad Nisou, à 13 km au sud-est de Liberec et à 88 km au nord-est de Prague.
La commune est limitée par Jablonec nad Nisou au nord-ouest, par Pěnčín au nord-est et à l'est, par Skuhrov au sud et par Dalešice à l'ouest.

## Histoire
La première mention écrite du village date de 1543.

## Galerie

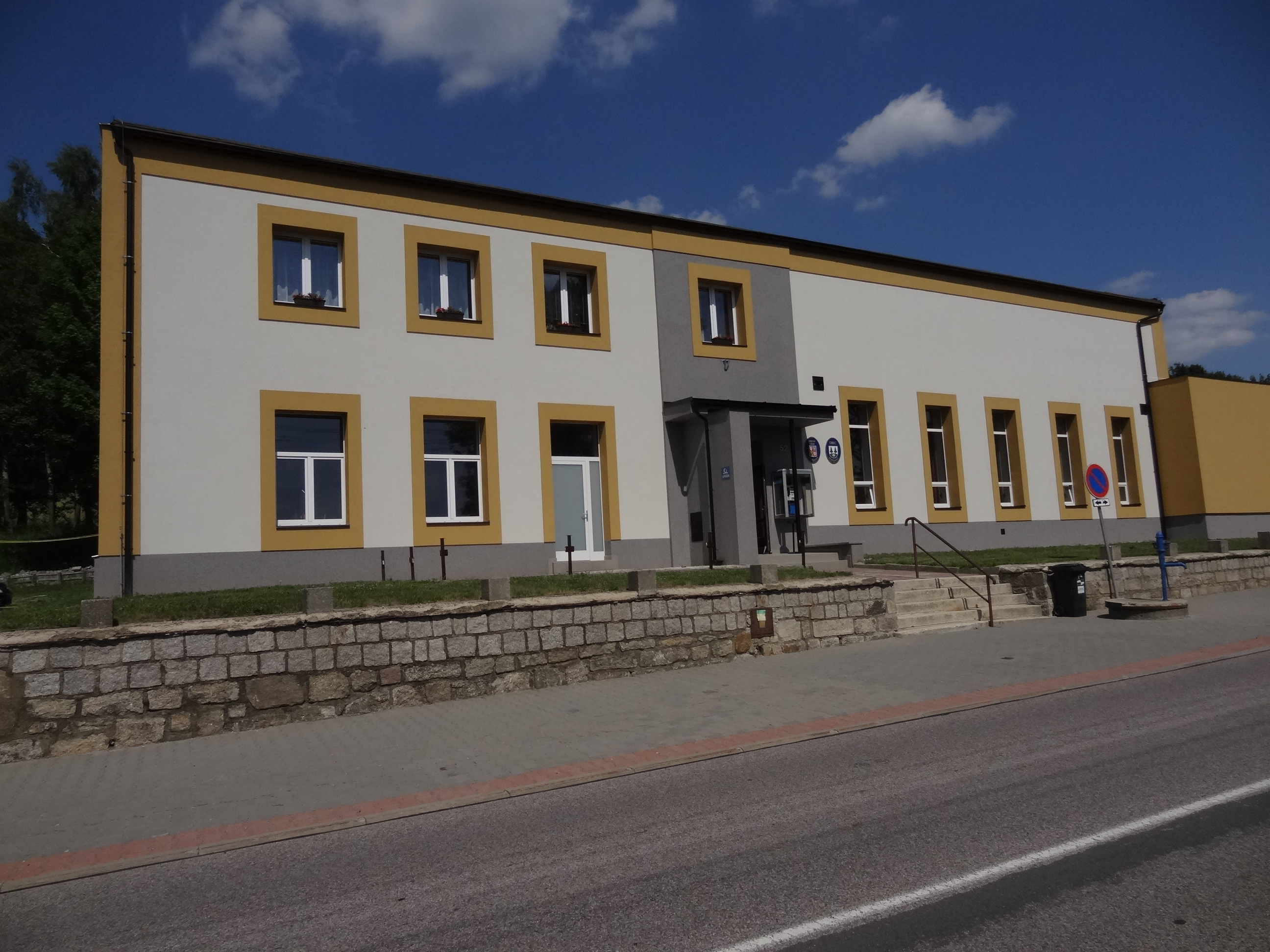
Maršovice : la mairie.
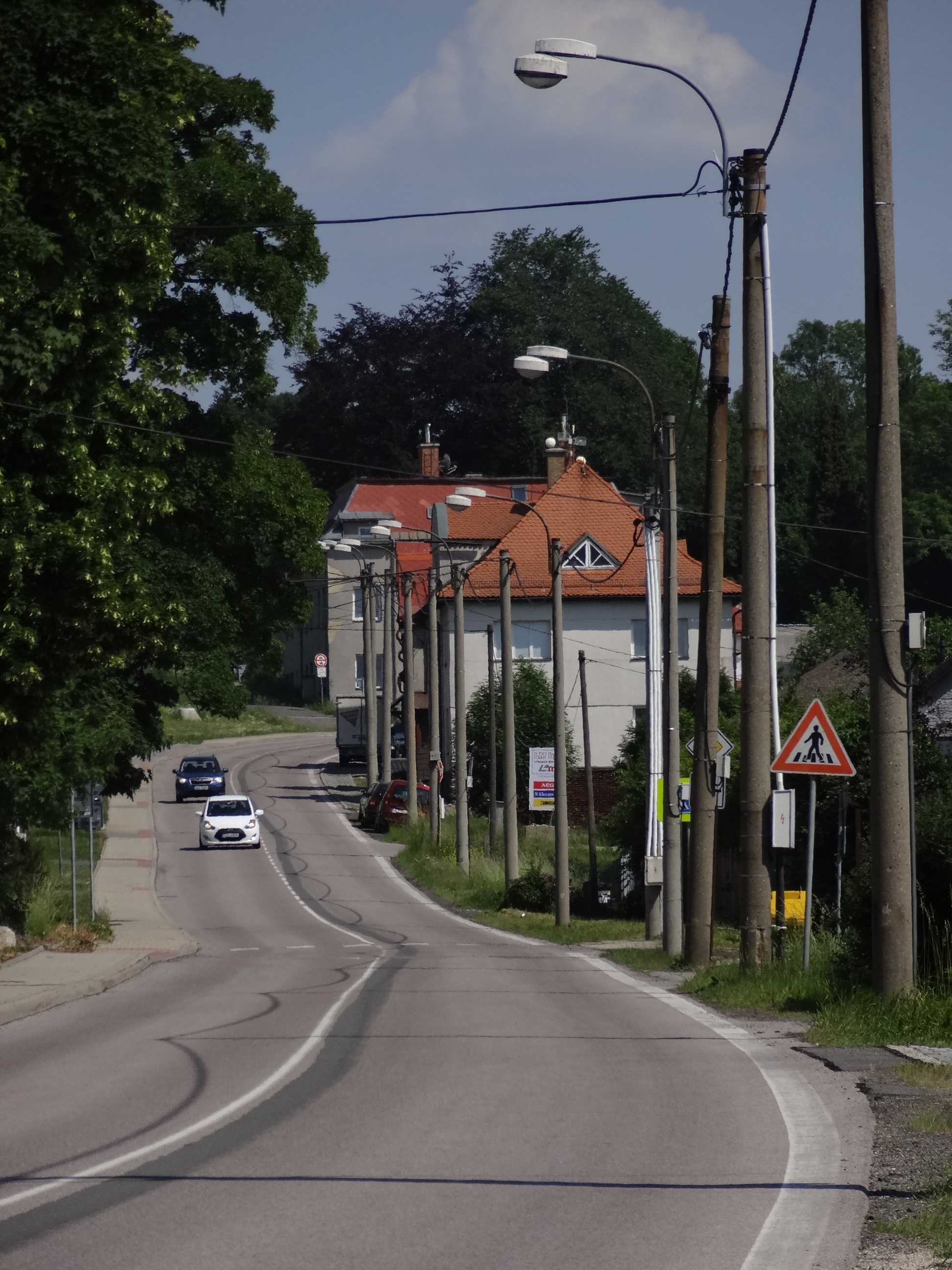
La rue principale.

## Transports
Par la route, Maršovice se trouve à 5 km de Jablonec nad Nisou, à 20 km de Jablonec nad Nisou, à 15 km de Liberec et à 106 km de Prague.